# ضربه (ترانه کشا)
«ضربه» تک‌آهنگی از کشا است که در ۸ فوریه ۲۰۱۱ منتشر شد. این تک‌آهنگ در آلبوم آدمخوار (آلبوم کشا) قرار داشت.
این تک‌آهنگ در چارت‌های ، نیوزلند جزو ده ترانه اول قرار گرفت.